# Gulfija Hanafejeva
Gulfija Raifovna Hanafejeva (rusko Гульфия Раифовна Ханафеева), ruska atletinja, * 4. junij 1982, Čeljabinsk, Sovjetska zveza. 
Nastopila na poletnih olimpijskih igrah leta 2012 in zasedla petnajsto mesto v metu kladiva, leta 2017 je bila naknadno diskvalificirana zaradi dopinga. Na evropskih prvenstvih je v isti disciplini osvojila srebrno medaljo leta 2006. 12. junija 2006 je postavila nov svetovni rekord v metu kladiva, ki je veljal dvanajst dni.